# Tanár úr kérem (könyv)
A Tanár úr kérem Karinthy Frigyes (1887–1938) karcolatfüzére, melyet 1916-ban adtak ki először Vértes Marcell rajzaival, Dick Manó könyvkiadó vállalkozó jóvoltából. A mű egyfajta „emlékezés” a gyermekkorra, Karinthy diákéveire, az egyik legnépszerűbb magyar (ifjúsági) irodalmi mű.
1945 előtt, illetve Karinthy életében mintegy féltucatszor látott napvilágot, és szinte mindegyik kiadás eltér a többitől, egy-két (akár tematikusan nem is illeszkedő) karcolat erejéig. Az Országos Széchényi Könyvtár katalógusa 2020-ig mintegy 80 különféle magyar nyelvű, valamint közel másfél tucat külföldi kiadást sorol fel. 
Idegen nyelven először 1925-ben jelent meg németül, Bitte Herr Professor. Szenen aus der Mittelschule címmel, Lorsy Ernő fordításában. A második világháború után angol, azeri, bolgár, cseh, észt, francia, ivrit, lengyel, moldáv, orosz, román, szerb, vietnámi nyelvekre is lefordították, olykor többször is.
Számos feldolgozása készült az évek során. 1956-ban filmet forgatott belőle Mamcserov Frigyes. A filmvásznon feltűnt többek között Makláry Zoltán és Gobbi Hilda is.
Az 1990-es években megjelent egy hangkazetta, Garas Dezső előadásában. Hangoskönyv formájában is napvilágot látott a mű, Szacsvay László (2000), Tanár úr kérem és más írások címmel, Rudolf Péter előadásában (2003).
A Tanár úr kérem ma is gyakran látható a Karinthy Színházban.

## Történet
Karinthy műve jól sikerült kisebb történeteket vonultat fel, melyeket csupán az köt össze, hogy a diákokról szólnak.
- A Bevezetésben az író a valóság és a képzelet rendjét megfordítva meséli, hogy egyik reggel késve és lihegve érkezik meg az iskolába. Csendesen leül az utolsó padban az üres helyre. Szerencséje van, mert a tanár csak legyint egyet, azt hiszi, hogy ő az, aki öt perce kikéredzkedett. Karinthy örömmel érzékeli, hogy itt van újra a valóságos életben. Az éjszaka ugyanis azt álmodta, hogy már nem tizenhat éves, nem jár iskolába, hanem felnőtt. Huszonhét évesen ült egy kávéházban, író lett, és már sok könyve megjelent, de nem érezte jól magát.
- A Reggel hétkor című fejezetben Bauer nagyon nehezen ébred reggel. Még félálomban a következő gondolatok suhannak át az agyán: Mákossy tanár úrnál felel földrajzból. A tanár Dániát (bizonyos kiadásokban Szerbiát) kérdezi tőle, de nem tudja rá a választ. Majd azt, hogy ő egy híres hadvezér, akinek el kell foglalnia az országot. Most ő felelteti a tanár urat, aki nem tudja megmondani Dánia/Szerbia fővárosát, pedig az Budapest, mert hozzácsatolták Magyarországhoz. Álmából Erzsi, a szobalány riasztja fel azzal, hogy nyolc óra és elkésett az iskolából.
- Az Elkéstem című részben Bauer reggel késésben rohan az iskolába, és útközben próbálja végiggondolni, hogy mi várható aznap. Az első óra mennyiségtan, ahol Frőhlich tanár úr valószínűleg feleltetni fog. Hősünk a mennyiségtan dolgozatot nem készítette el. Elég rosszak tehát a kilátások. Sietve rohan be az iskolába, ahol már becsengettek. Lesütött fejjel ül be a padba, és ami még szörnyűbb, felelés következik…
- Az Eladom a könyvem egy különös üzletről szól. Bauer aznap iskola előtt a Múzeum körúti antikváriumba megy, hogy eladja a tavalyi természetrajz könyvét. A könyv azonban lényegesen meg van kopva, és hősünk ki is dekorálta, különböző rajzokat, karikatúrákat készített bele. A könyvárus végül negyven fillért ígér érte, ami még mozira sem elég. Bauer hirtelen jött ötlettől vezérelve előkapja a vadonatúj Stilisztika könyvét, amire aznap is szüksége van és eladja. Szomorúan távozik a boltból és elhatározza, hogy másnap visszaveszi a Stilisztikát.
- A jó tanuló felel leírja, hogy milyen egy jó felelet. A tanár hosszas naplólapozgatás után Steinmannt, az osztály legjobb tanulóját hívja ki felelni (aki nem csak az irodalmi alkotásban, de a valóságban is Karinthy Frigyes osztálytársa volt).[3] Egy érdekes matematikai feladatot kell megoldania egy csonkagúlával kapcsolatban. A jó tanuló mindent tud, és felelete rövid, meggyőző.
- A rossz tanuló felel egy tipikus rossz feleletet mutat be. A rossz tanuló útközben ismételgeti magában az aznapi leckét. Egy másodfokú egyenletet kell megoldania, de nem boldogul vele. Lassan ír a táblára, hogy ezzel is időt nyerjen, de semmi sem segít. Végül a tanár kihív egy újabb tanulót felelni. A rossz tanuló megszégyenülten áll, végül a kudarc után a helyére kullog, és eldönti, hogy gimnázium helyett inkább katonai pályára lép.
- A bukott férfi: ³ Neugebauer elhatározza, hogy feljavíttatja történelem jegyét, de mikor elér oda, hogy kibökje mondanivalóját megfutamodik, és nyalánkságokkal csillapítja bánatát.
- A Magyar dolgozat című fejezetben megismerünk két fogalmazást „Petőfi és a líra” címmel. Egy háromnegyedes (akkoriban a négyes volt a legrosszabb jegy) és egy egyfeles (az egyes volt a legjobb jegy) magyardolgozatot olvashatunk. Míg az első – Skurek Ferenc szövege – dagályos és gyermeteg, a második, melyet Goldfinger Rezső írt, frappáns és lírai.
- Röhög az egész osztály címe magáért beszél, nevetéssel van tele az egész fejezet. A tanulók nem rendeltetésszerűen használják a szemetesládát, Roboz és Kelemen cédulákat ragasztgatnak egymás hátára, nem tudván, hogy az ő hátukon is lóg egy. Auert egyikük felcipeli a harmadik emeletre, hogy valamilyen fontos ügyben keresik. A szegény fiú a fellegekben jár, és kell egy kis idő, hogy rájöjjön, átverés áldozata lett. Wlach pimasz karikatúrát rajzol Kökörcsin tanár úrról és II. Józsefről. Zajcsek tanulni szeretne, de az ordibálástól nem tud, ezért elbújik a szemetesládában. A többiek erre úgy tesznek, mintha bejött volna a tanár. A csendre Zajcsek előmászik, erre az osztálytársai kinevetik. Amikor valóban bejön a tanár, és elül a zaj, Zajcsek már nem hagyja becsapni magát, bennemarad a ládában. A feszült csendben Kökörcsin tanár úr a kedvenc témáját fejtegeti. Szerepel, nem tanít. Nem is figyel igazán a gyerekekre, így azok sem őrá, hiszen Zajcsek miatt – aki még mindig a kukában csücsül -, már majdnem kibuggyan belőlük a nevetés. A kis Löbl a pad alatt mászkál, Eglmayer gyomorhangon közbeszól, Auer felszisszen. Ekkor megszólal a tanár: – Auer... mit mozgolódik maga, mint egy sajtkukac? Erre a mondatra végre mindenkiből kitörhet a korábban elfojtott nevetés. A tanár pedig csodálkozva néz körül, majd büszkén megállapítja, hogy milyen „frappáns és ellenállhatatlan humora van neki”.
- Kísérletezem: Bauer Hérón-labdát akar készíteni. Ám csak a kishúgát, Micit találja otthon, aki gúnyosan nevet a sikertelen kísérleteken. Ő azonban nem búslakodik, hanem Galileihez hasonlítja magát, akit szintén nem értett meg a kora, pedig mégis mozgott a Föld.
- Magyarázom a bizonyítványom: Bauer kétségbeesetten próbálja megmagyarázni szüleinek a félévi bizonyítványában szereplő rossz jegyeket, és még óriási füllentésektől sem riad vissza. Az a fő érve, hogy ez csak egy ideiglenes bizonyítvány, az igazit csak később fogja megkapni. A történelemtanár elvesztette a noteszt, amiben az ő igazi (jeles) osztályzatai voltak. Frőhlich, az algebratanár pedig egyszerűen pikkel rá, és mindig rosszabbat ad, mint amit érdemel. Végül pedig Bauer megkéri édesapját, hogy írja alá ezt az ideiglenes bizonyítványt, és egy darabig ne menjen be az iskolába, mert nincsen kapu.
- A lányok: egy kamaszfiú, Bauer szemével láthatjuk őket. A lányok olyan furcsák, sugdolóznak és nevetgélnek a fiúk háta mögött. Valamit tudnak, amit a fiúk nem, és egészen másfajta dolgok érdeklik őket. Mindenki úgy bánik velük, mintha kiváltságosok lennének. Át kell nekik adni a buszon a helyet, udvariasan kell bánni velük. Hősünk érzi, hogy itt valami titok lappang. De mi az?
- A Naplóm: Egy tizenhat éves fiú esetlen naplója, amelyben megpróbálja néhány szóban megörökíteni élete akkor fontosnak látszó, ám valójában jelentéktelen eseményeit: például azt, hogy miként sikerült elbliccelni a kötelező iskolai ünnepélyt, hogyan puskázott, és mi volt az aznapi ebéd, milyen darabot adtak a moziban.
- Lógok a szeren: Hősünk lóg a gyűrűn és miközben kínlódik a különböző tornagyakorlatokkal, gondolatban máshol jár. Először az fut át az agyán, hogy nem érthet egy ember mindenhez, és ő másban, a tudományokban jeleskedik, nem a tornában, aztán pedig rájön, hogy ő mindenben tökéletes: egyszer majd miniszterelnök lesz, de kitűnő focista és feltaláló is egyben. Addig azonban egy kicsit gyakorolni kell, de ez az egész iskola, a tornaóra stb. egy nagy marhaság tulajdonképpen, és nyerje meg inkább más a tornaünnepély első díját.
- A vésztanács: Bauer egy 1898-as harcot vázol fel az osztály két klikkje között, amelynek vezetői Rogyák és Zsemlye Tivadar. Bauer úgy adja elő az egészet, mintha a bíróság vésztörvényszéke előtt tanúskodna a két ember mellett, illetve ellen. Végül ő volt a bíró is, aki békéltette a szemben álló feleket.
- Hazudok: Bauer nagyzolva mesél valóságként kitalált történeteket egy barátjának. Azt hazudja, hogy nagy kastélyuk van a Bakonyban, amelynek az udvarán kis wigwamok állnak. A kastély területén nyolc kád van, amelyek forognak is. És van egy olyan méretű nagyítója, amellyel nagyon jól nyomon tudja követni a Marson zajló életet. A Marson a vörös- és a fekete hangyák háborúznak egymással, és az ő csatáikról is mesél. Így vált hősünk íróvá.

A Tanár úr kérem első kiadásában 16 írás jelent meg, majd később a következő négy humoreszkkel
bővült:
- Tanítom a kisfiamat: Hősünk kisfia, Gabi egy matekpéldával kínlódik otthon: Ha kilenc kályhában öt és fél nap alatt tizenkét köbméter bükkfa ég el – mennyi nap alatt ég el tizenkét kályhában kilenc köbméter bükkfa… Az apukát már annyira zavarja a hangos gondolkodás, hogy elhatározza, segít a fiának. Ám a feladattal ő sem boldogul, de Gabit szidja le. És ekkor eszébe jut, hogy huszonöt évvel ezelőtt az ő édesapja ugyanezt a példát próbálta neki elmagyarázni, de ő sem boldogult vele.
- Elnököltem az osztályvizsgán: Gabi osztályvizsgázik negyedik elemiben, az apukája pedig a többi szülővel együtt ott várja. Hősünket felkéri az igazgató, hogy legyen elnök az osztályvizsgán. Minden jól zajlik, de a végén egy beszédet kell mondania az elnöknek, hősünk azonban két rövid mondatban elbúcsúzik a gyerekektől. Egy kicsit kellemetlenül érzi magát, de kárpótolja az a tudat, hogy fia szemében nagyon nagyot nőtt.
- Szeretem az állatot: Bauernek azonnal megtetszett a kis házinyúl, amikor megkapta, és szerette volna megsimogatni. A nyuszi azonban félt és elszaladt előle. Ő kergeti, de nem tudja elkapni, és egyre idegesebb lesz. Közben pedig folyamatosan azt bizonygatja a nyúlnak, hogy ő nem akarja bántani, csak meg akarja simogatni. Fogadkozik, hogy ha elkapja ezt az ostoba nyulat, földhöz fogja vágni, hogy végre megtanulja, nem kell bizalmatlannak lenni: ő nem akarja bántani.
- A papám: Egy hat hónapos kisfiú gondolatait olvashatjuk a papájáról. Szolgának gondolja a szüleit, és leereszkedő jósággal néz rájuk. Nem érti, hogy lehet az, hogy nem értik az ő gondolatait és a beszédét, ami egyáltalán nem gügyögés, csak a szegény buta papája gondolja azt. És ki tudná ő mondani azt a szót, hogy papa, csak azért nem mondja, mert látja, hogy mennyire erőltetik, és nem akar a “szolgáival” bizalmaskodni.

## Fontosabb kiadásai
- Tanár úr kérem. Képek a középiskolából; ill. Vértes Marcel; Dick, Bp., 1916
- Tanár úr kérem! Képek a középiskolából; ill. Vértes Marcel; Dick, Bp., 1928 (Karinthy Frigyes munkái)
- Tanár úr kérem. Képek a középiskolából; ill. Vértes Marcell; Athenaeum, Bp., 1937
- Tanár úr kérem; bev. Márai Sándor, ill. Vértes Marcell; Új Idők, Bp., 1943
- Tanár úr kérem; bev. Márai Sándor, ill. Vértes Marcell; bőv. kiad.; Új Idők, Bp., 1944
- Tanár úr kérem; bev. Illés Endre, ill. Kass János; Ifjúsági, Bp., 1954
- Tanár úr kérem; szerk., előszó Kaiser László; Talentum–Akkord, Bp., 1993 (Talentum diákkönyvtár)

## Filmen, televízióban
- Tanár úr kérem... (rend. Mamcserov Frigyes, 1956)
- Lógok a szeren (Latinovits Zoltán, 1968)
- Lógok a szeren (Kern András, 1972)
- A rossz tanuló felel (Kern András, 1977)
- Tanítom a kisfiamat (Gálvölgyi János)